# Marcel Migeotte
Pour les articles homonymes, voir Migeotte.
Marcel Migeotte, né à Saint-Trond en 1912 et mort à Tournai en 1992, est un astrophysicien belge.
Docteur en sciences physiques et mathématiques, il est professeur à l'Université de Liège, dont il devient le doyen. Il collabore avec Pol Swings à la renommée internationale l'observatoire de Cointe.
En 1950, Marcel Migeotte installe à l'observatoire de Jungfraujoch un spectrographe conçu à Liège et destiné à analyser la composition chimique du Soleil et de l'atmosphère de la Terre. Ces expériences se poursuivent encore en 2020, conduites entre autres par Ginette Roland, qui fut sa doctorante.
Il est président de la Société Royale des Sciences de Liège (1970), membre (1975) et président (1981) de l'Académie royale de Belgique, directeur de la classe des sciences (1981).